# KEK Jametz

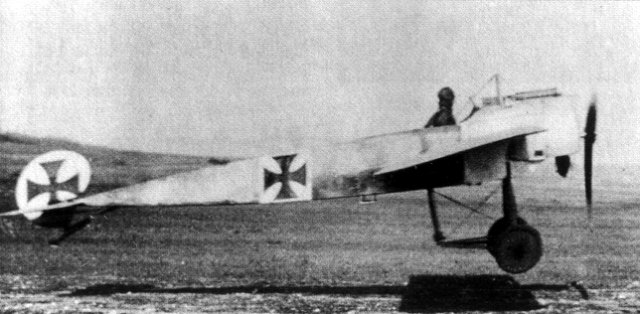
Fokker E.III – samolot będący na wyposażeniu KEK J w 1916 roku

Kampfeinsitzerkommando Jametz – KEK J – jednostka lotnictwa niemieckiego Luftstreitkräfte z okresu I wojny światowej.

## Informacje ogólne
Jednostka została utworzona w bazie w Jametz w departamencie Moza w Lotaryngii, w połowie 1915 w jednym z pierwszych etapów reorganizacji lotnictwa. Składała się z kilku jednomiejscowych uzbrojonych samolotów przydzielonych bezpośrednio do dowództwa Armee Abteilung „C”. Jednostka brała udział w walkach pod Verdun. 28 września 1916 roku w kolejnym etapie reorganizacji lotnictwa niemieckiego na bazie tej jednostki oraz KEK Sivry utworzono eskadrę myśliwską Jagdstaffel 6.
W KEK J służyli między innymi: Ernst von Althaus, Stefan Kirmaier, Bruno Loerzer i jego brat Fritz Loerzer.
Głównymi samolotami używanymi przez pilotów KEK Jametz były Fokker E.III, Fokker D.III.

## Dowódcy Eskadry
| Stopień | Nazwisko | Okres                |
| ------- | -------- | -------------------- |
|         |          | xx.1915 – 25.08.1916 |